# Kostel svatého Šebestiána (Negombo)
Kostel sv. Šebestiána v Negombu, také známý jako Kostel sv. Šebestiána (Wellaweediya), je římskokatolický kostel v Negombu na Srí Lance. Architektonicky vychází z gotické katedrály v Remeši ve Francii a je postaven v novogotickém stylu. Svatý Šebestián je patronem města Negombo.

## Poloha
Kostel se nachází na ulici svatého Šebestiána (San Sebastian) v Negombu.

## Historie
Kostel navrhl otec G. Gannon, farář ze Sea Street. Přestože základní kámen položil arcibiskup z Kolomba Pierre-Guillaume Marque 2. února 1936, stavba byla dokončena až o deset let později. Nahradil menší kostel, aby pojal rostoucí počet farníků ve většinově katolickém městě. Byl navrhnut v novogotickém stylu podle katedrály v Remeši ve Francii.

## Festival sv. Šebestiána
V kostele sv. Šebestiána se 20. ledna každoročně koná katolický festival věnovaný svatému Šebestiánovi. Při této příležitosti je v prostorách kostela umístěna ozdobená vlajková žerď. Organizují se také náboženská procesí a chudým lidem se podává jídlo zdarma.

## Galerie

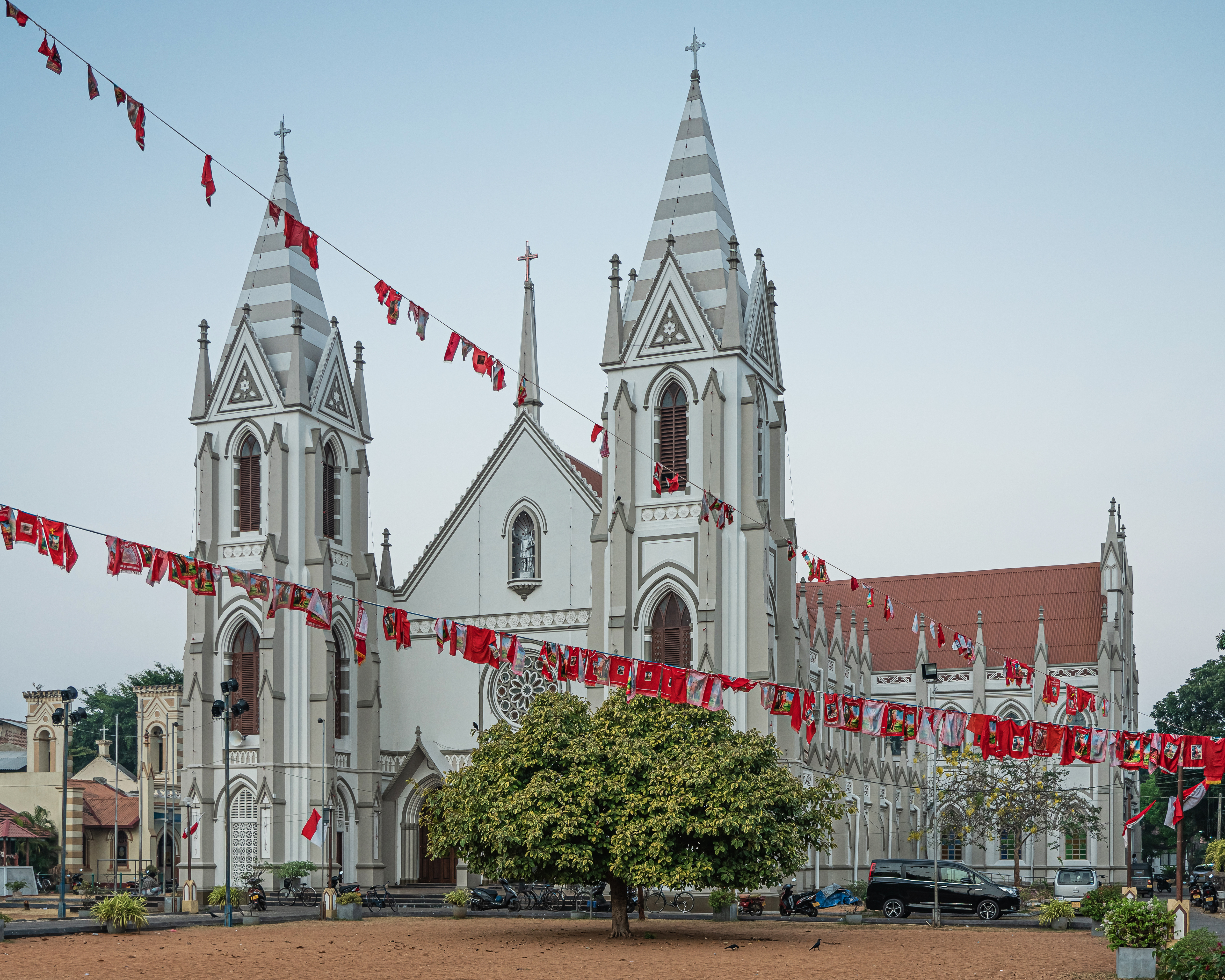
Kostel sv. Šebestiána
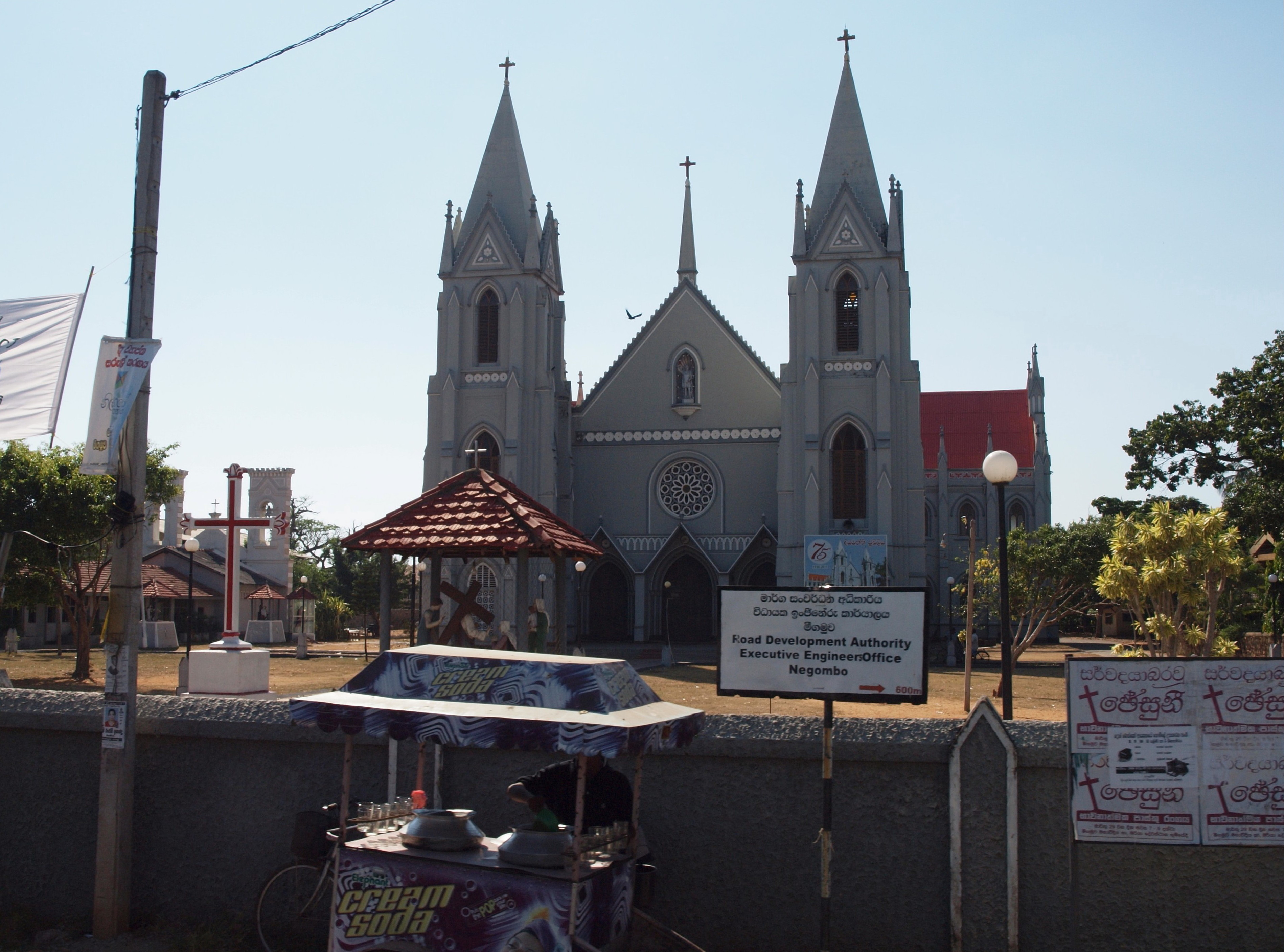
Kostel sv. Šebestiána
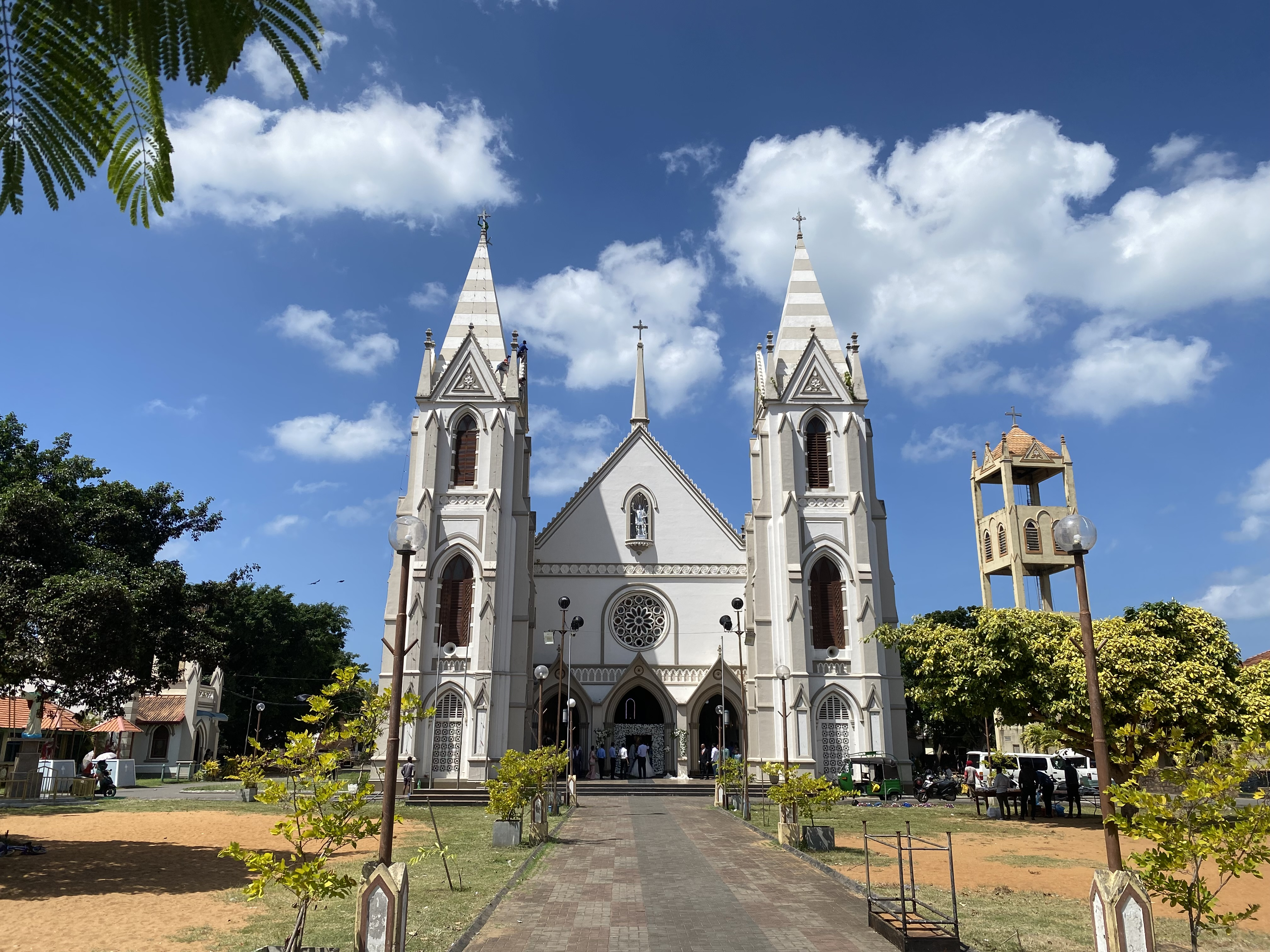
Kostel sv. Šebestiána